# Ixodes australiensis
Ixodes australiensis är en fästingart som beskrevs av Neumann 1904. Ixodes australiensis ingår i släktet Ixodes och familjen hårda fästingar. Inga underarter finns listade i Catalogue of Life.